# ブルックリン・ブリッジ-シティ・ホール/チェンバーズ・ストリート駅
ブルックリン・ブリッジ-シティ・ホール/チェンバーズ・ストリート駅（Brooklyn Bridge–City Hall/Chambers Street）はロウアー・マンハッタンにあるニューヨーク市地下鉄の複合駅である。IRTレキシントン・アベニュー線とBMTナッソー・ストリート線が乗り入れ、以下の運行系統が停車する。
- 4系統、6系統およびJ系統：終日
- 5系統：深夜帯以外
- <6>系統：平日・混雑方向
- Z系統：ラッシュ時・混雑方向

## 駅構造
| G                                    | 地上階                                           | 出入口 |
| M                                    | 改札階                                           | 改札、駅員詰所、メトロカード自動券売機 (エレベーター、センター・ストリートとチェンバーズ・ストリート交差点南西、IRTレキシントン・アベニュー線ホームのみ障害者対応) |
| P ナッソー・ ストリート線 ホーム     | 相対式ホーム、使用せず                           | 相対式ホーム、使用せず |
| P ナッソー・ ストリート線 ホーム     | 北行線                                           | ← ジャマイカ・センター-パーソンズ/アーチャー駅行き（キャナル・ストリート駅） |
| P ナッソー・ ストリート線 ホーム     | 島式ホーム、左側ドアが開く                       | |
| P ナッソー・ ストリート線 ホーム     | 北行線 乗車専用                                  | ← 使用せず |
| P ナッソー・ ストリート線 ホーム     | 島式ホーム、使用せず                             | |
| P ナッソー・ ストリート線 ホーム     | 南行線 到着線                                    | → 使用せず |
| P ナッソー・ ストリート線 ホーム     | 島式ホーム、左側ドアが開く                       | |
| P ナッソー・ ストリート線 ホーム     | 南行線                                           | → ブロード・ストリート駅行き（フルトン・ストリート駅）→ |
| P ナッソー・ ストリート線 ホーム     | 相対式ホーム、使用せず・ほぼ解体                 | |
| P レキシントン ・アベニュー線 ホーム | 相対式ホーム、使用せず                           | 相対式ホーム、使用せず |
| P レキシントン ・アベニュー線 ホーム | 北行緩行線                                       | ← ペラム・ベイ・パーク駅行き（キャナル・ストリート駅） ← 平日午後：パークチェスター駅行き（キャナル・ストリート駅） |
| P レキシントン ・アベニュー線 ホーム | 島式ホーム、緩行線は左側、急行線は右側ドアが開く | |
| P レキシントン ・アベニュー線 ホーム | 北行急行線                                       | ← ウッドローン駅行き（深夜：キャナル・ストリート駅、それ以外：14丁目-ユニオン・スクエア駅） ← 夕ラッシュ：ネレイド・アベニュー駅行き（14丁目-ユニオン・スクエア駅） ← イーストチェスター-ダイアー・アベニュー駅行き（14丁目-ユニオン・スクエア駅）                                           |
| P レキシントン ・アベニュー線 ホーム | 南行急行線                                       | → ユーティカ・アベニュー駅行き（フルトン・ストリート駅）→ 深夜・ラッシュ時：ニューロッツ・アベニュー駅行き（フルトン・ストリート駅）→ 平日：フラットブッシュ・アベニュー-ブルックリン・カレッジ駅行き（フルトン・ストリート駅）→ 週末：ボウリング・グリーン駅行き（フルトン・ストリート駅）→ |
| P レキシントン ・アベニュー線 ホーム | 島式ホーム、急行線は右側、緩行線は左側ドアが開く | |
| P レキシントン ・アベニュー線 ホーム | 南行緩行線                                       | → 当駅止まり → （廃止：シティ・ホール駅） |
| P レキシントン ・アベニュー線 ホーム | 相対式ホーム、使用せず                           | |

## BMTナッソー・ストリート線
BMTナッソー・ストリート線チェンバーズ・ストリート駅（Chambers Street）はマンハッタン・ミュニシパル・ビルディング近くのセンター・ストリート - チェンバーズ・ストリート交差点にある島式ホーム3面・相対式ホーム1面（当初は2面）4線の駅である。
南行ホームは南端で少し高い位置にあるが、これは南のフルトン・ストリート駅で南北線が2層構造になるためである。中央2線は南で合流して車止めで終わっている。駅北側にも行き止まり線があるが、これはかつてマンハッタン橋方面の列車が使用されていたものである。こちらはクリスティー・ストリート連絡線建設の際に廃止された。さらに、本線は北側でいったん複線になった後、キャナル・ストリート駅手前で線路が分岐し3線になる。
駅にはブルックリン橋を模した陶磁器タイルが設置されている。

### ポップカルチャーにて
- 1956年の映画『傷だらけの栄光』の地下鉄シーンはチェンバーズ・ストリート駅で撮影された。
- 1980年の映画『フェーム』に登場する。
- 1986年の映画『クロコダイル・ダンディー』で、ミュニシパル・ビルディング入口でダンディー（ポール・ホーガン）とガールフレンドのスー（リンダ・コズラウスキー）が強盗にナイフを突き付けられるシーンがある。ダンディーは強盗のナイフを一瞥して「それはナイフじゃない（"That's not a knife."）」と言いながら、それより大きな自分のナイフを取り出して「これがナイフだ（"That's a knife."）」と返す[6]。
- 1988年の映画『大いなる遺産』ではイーサン・ホークとロバート・デ・ニーロが繰り広げるクライマックスのシーンに登場する。
- サーティー・セカンズ・トゥ・マーズのミュージック・ビデオ・クリップ『ハリケーン』にわずかながら登場する。
- TVドラマシリーズ『PERSON of INTEREST 犯罪予知ユニット』に当駅の路線間連絡通路を歩くシーンが登場する。

### 画像

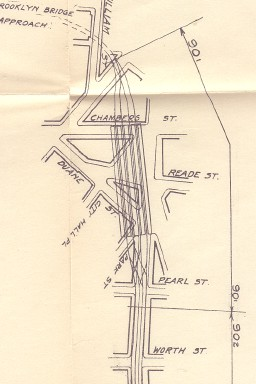
当初の計画
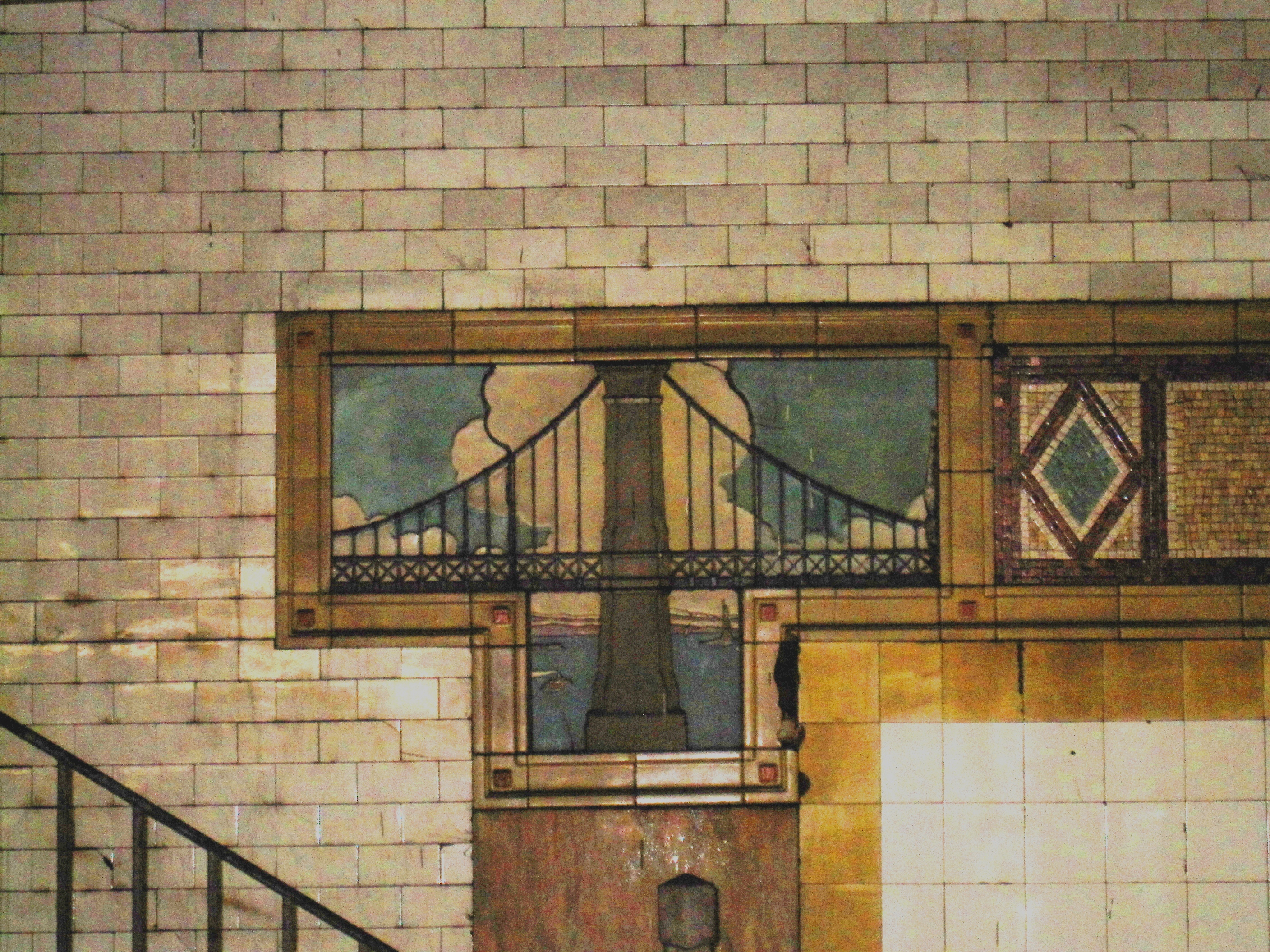
陶磁器タイル
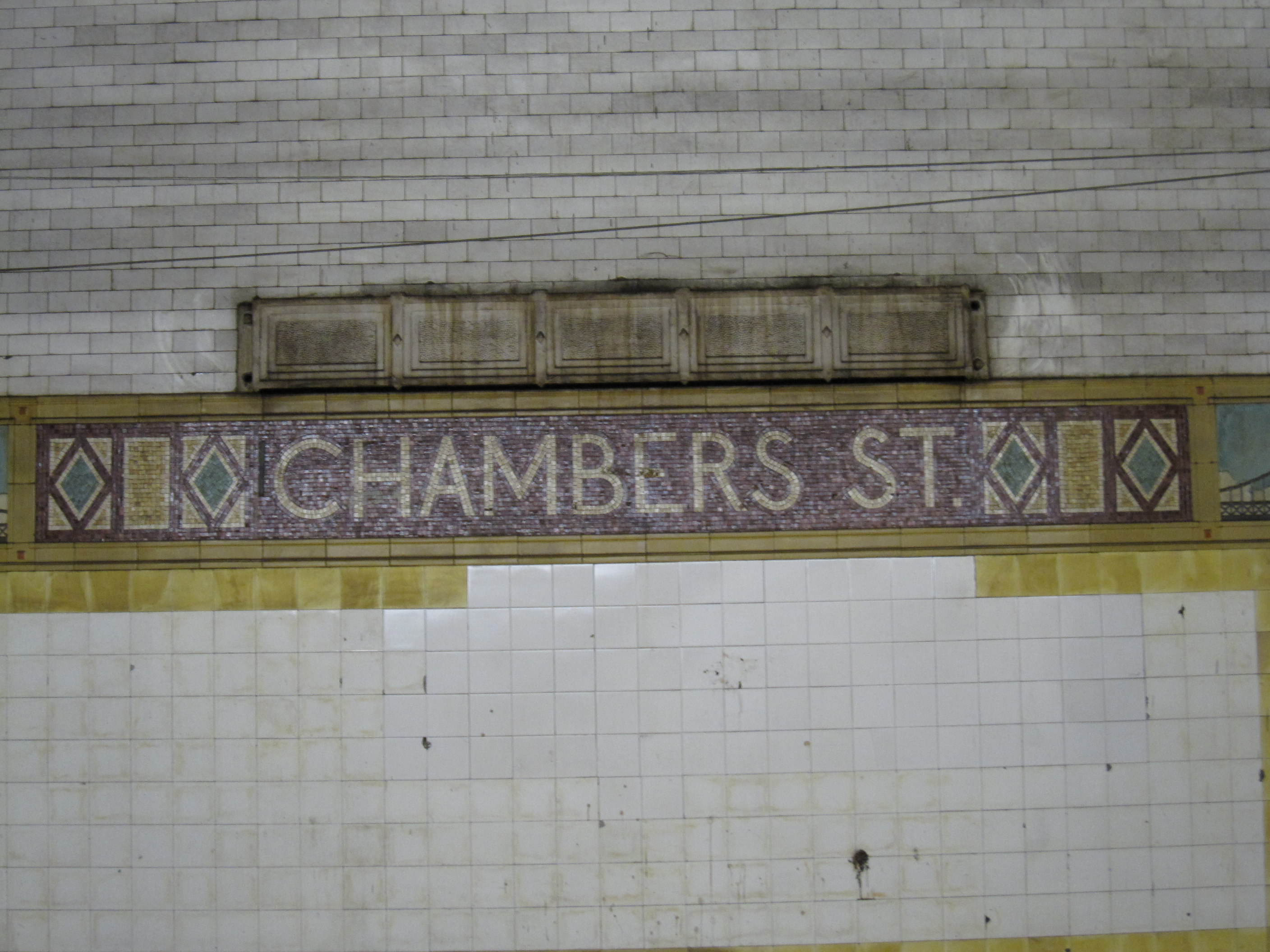
モザイクの駅名標
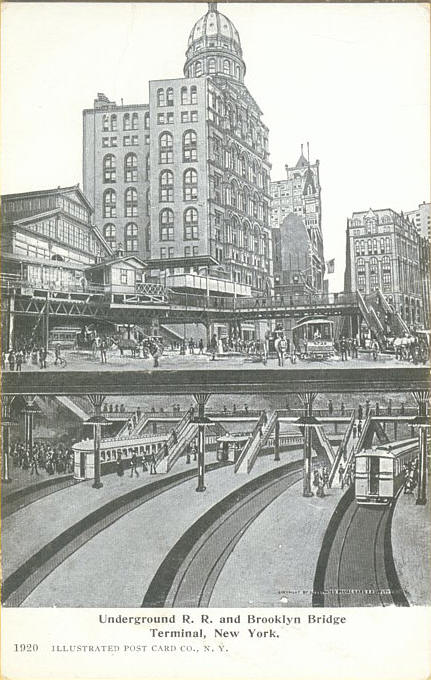
駅を描いた絵葉書（1908年頃）
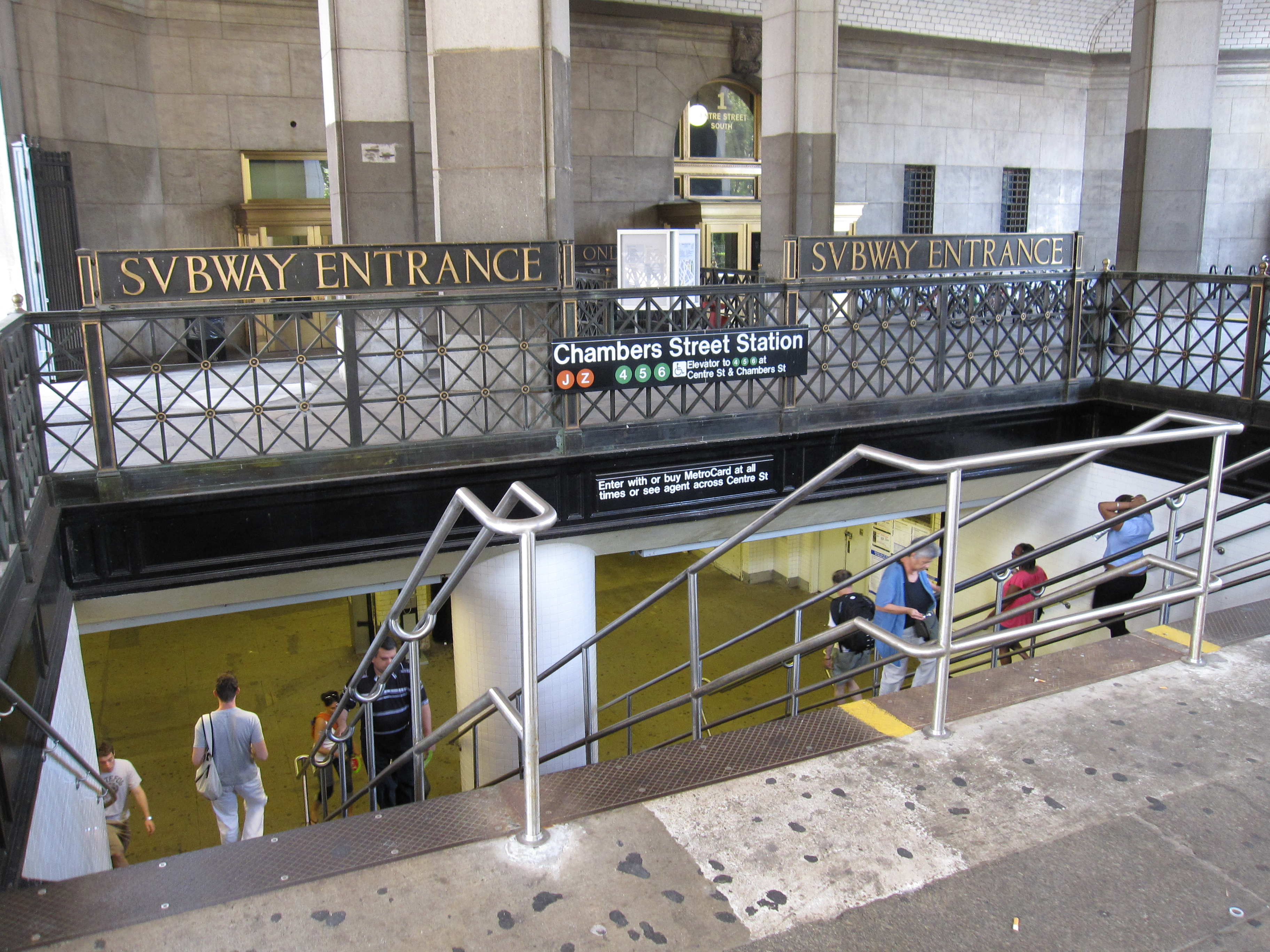
改修されたミュニシパル・ビルディング入口
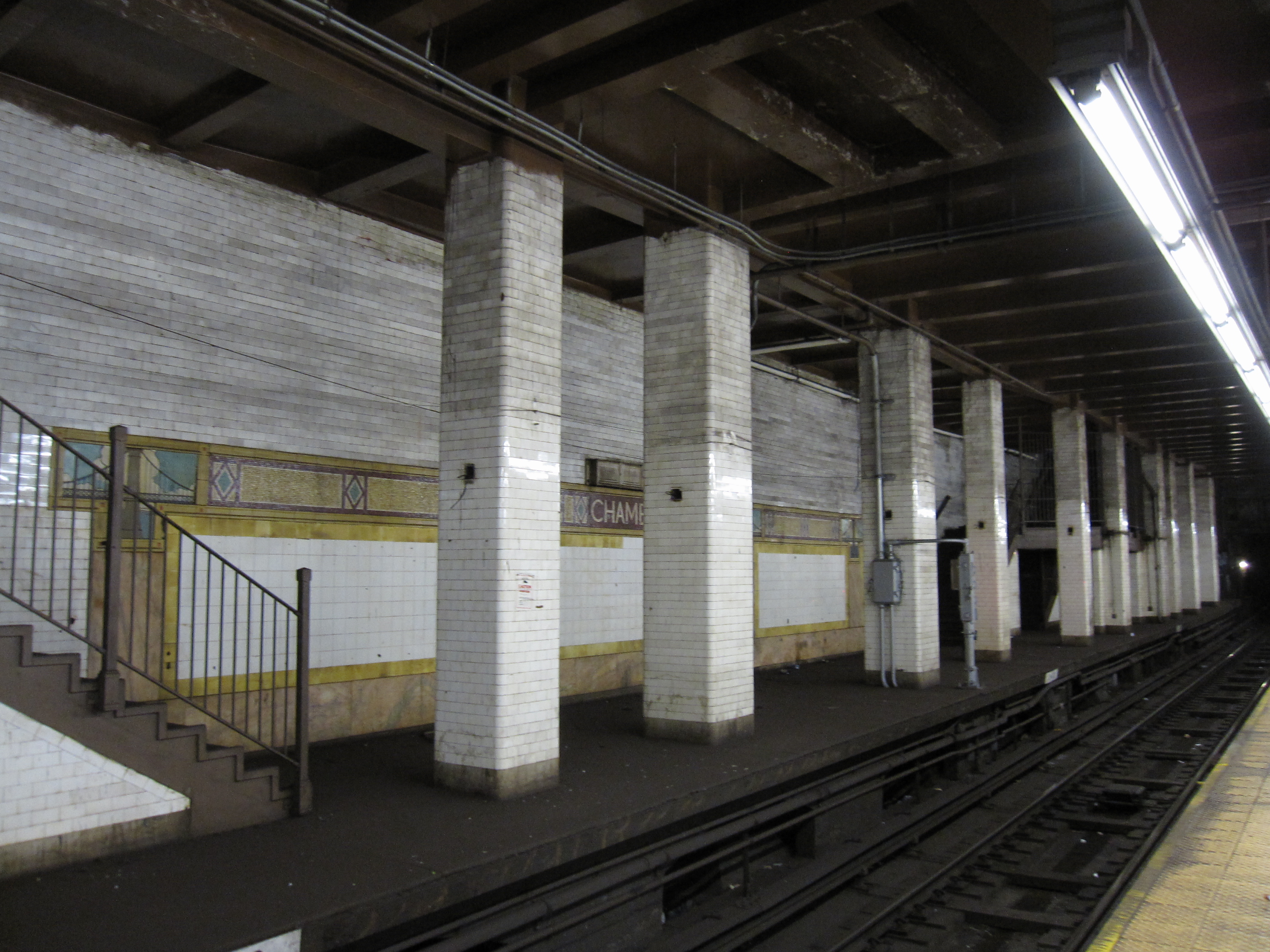
使われなくなった北行線相対式ホーム
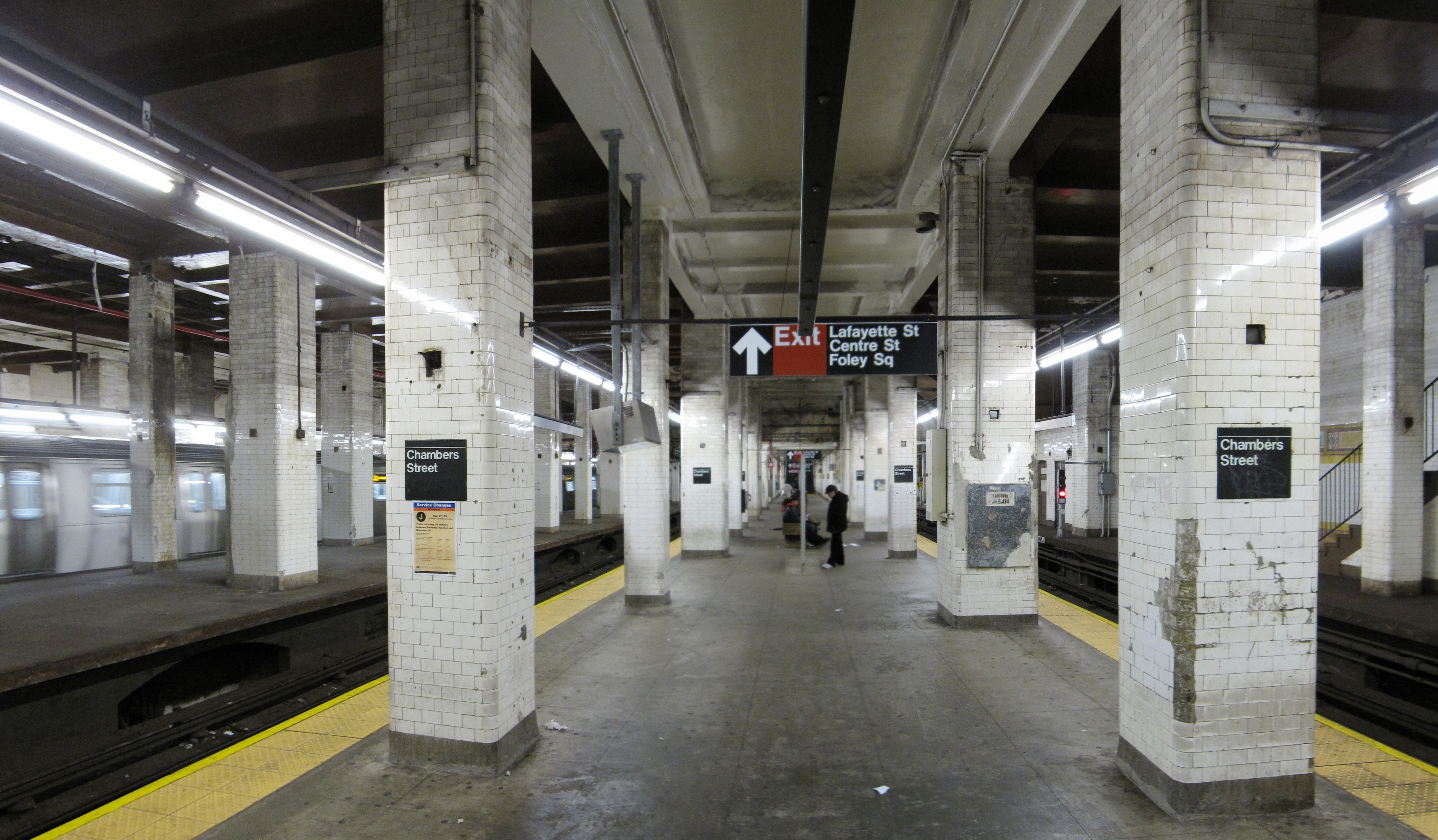
J系統が停車する北行ホーム
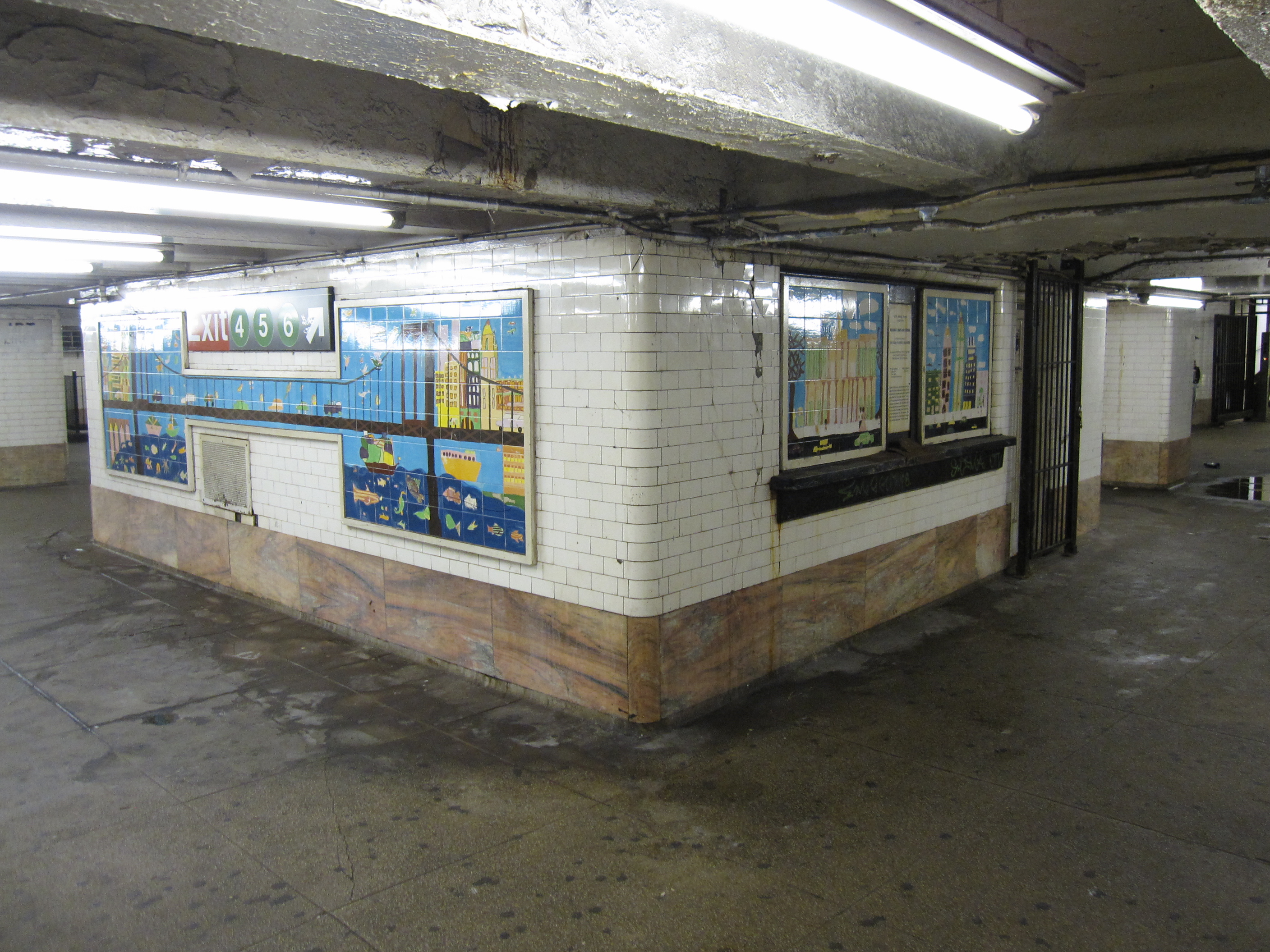
チェンバーズ・ストリートにある旧切符売り場
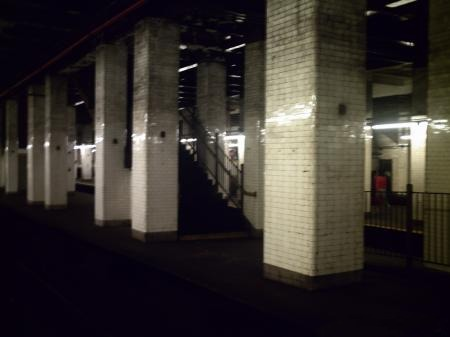
使われていない中央ホーム

## IRTレキシントン・アベニュー線
IRTレキシントン・アベニュー線ブルックリン・ブリッジ-シティ・ホール駅（Brooklyn Bridge–City Hall）はブルックリン橋のマンハッタン側にあたるパーク・ロウにあるエクスプレス駅である。6系統の南端駅だが、当駅での折り返し運転ではなくシティ・ホール駅のループ線を経由して方向転換している。
駅のすぐ北側にクロスオーバーがあり、急行線と緩行線の間を転線することができる。これにより、レキシントン・アベニュー線の各駅停車は必要に応じてシティ・ホール駅のループ線ではなく急行線を経由して南行することができる。1945年にシティ・ホール駅が廃止されたため、ブルックリン・ブリッジ-シティ・ホール駅（当時は単にブルックリン・ブリッジ駅と呼ばれていた）がレキシントン・アベニュー線各駅停車の最南端の駅となった。
駅の南側でダウンタウン方面緩行線は3本に分岐しており、西側の線路がシティ・ホール駅で北行緩行線の周りをループしている。他の2線は引上線で、ダウンタウン方面急行線と並んでいる。1960年代までは、フルトン・ストリート駅の北でダウンタウン方面急行線と合流していたが、現在はフルトン・ストリート駅の少し北に車止めが設けられており、時折留置線として使用されている。
駅改修工事によりタイルが新しくなり、ADA対応のエレベーターが設置された。当駅はIRTイースト・サイド・チェインの起点になっており、駅の南端に起点標が設けられている。
南行線の相対式ホームには電気設備と駅のすぐ北にあるブルックリン橋の連動装置を管理する信号扱所が設けられている。グランド・セントラル-42丁目駅の信号扱所がIRTレキシントン・アベニュー線全線を統括しているため、当駅の信号扱所は予備として通常は使われていない。連動装置の制御盤は南行緩行線の壁面に設けられており、車窓から見ることができる。また、ダウンタウン方面相対式ホームの南端部分は、ダウンタウン方面島式ホームにある出発係詰所の近くから見ることができる。

ワース・ストリート駅の廃止に伴いブルックリン・ブリッジ-ワース・ストリート駅に改名されたが、1995年に再びブルックリン・ブリッジ-シティ・ホール駅に戻されている。

### 画像

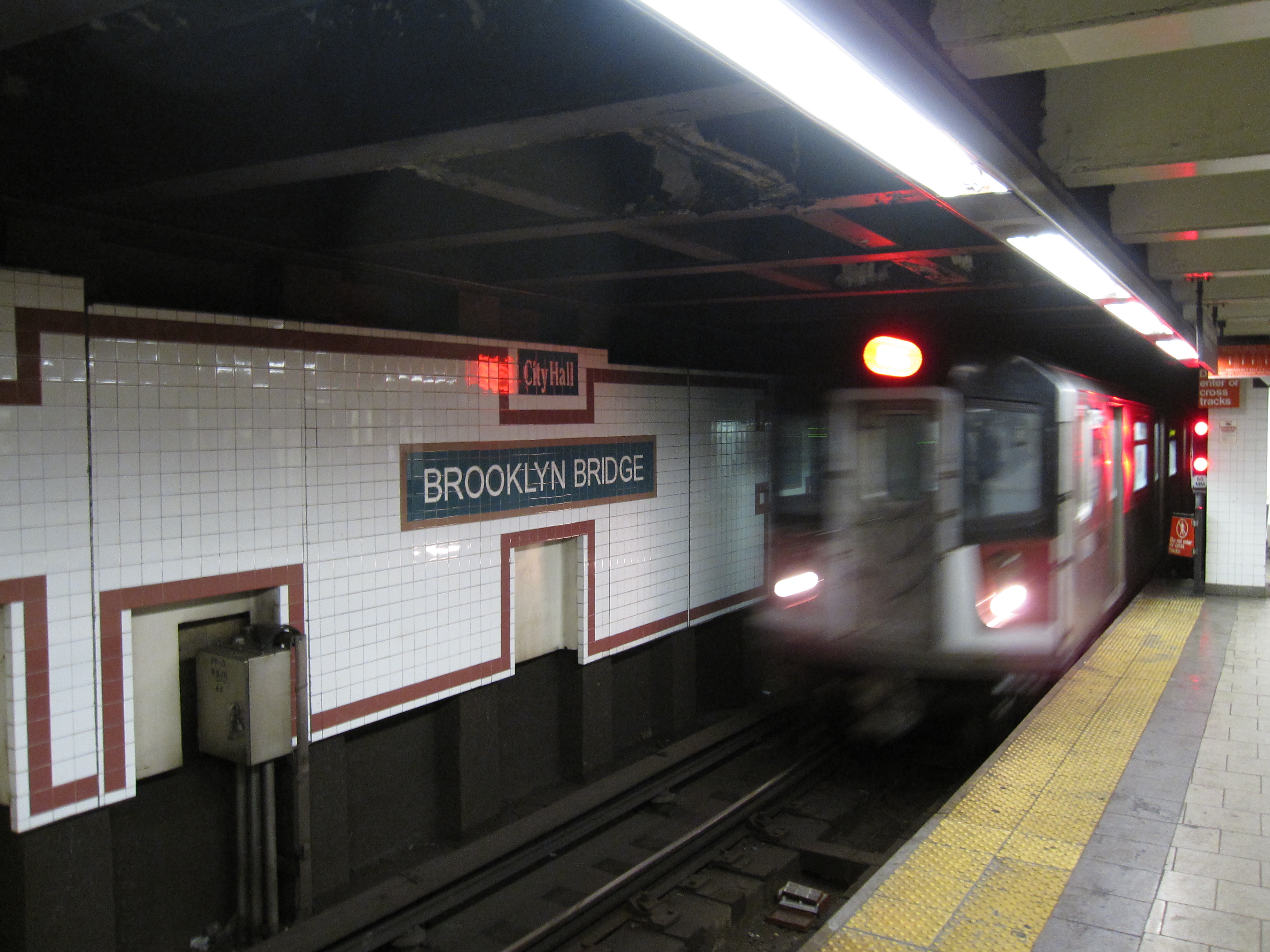
入線するダウンタウン方面6系統各駅停車（当駅止まり）
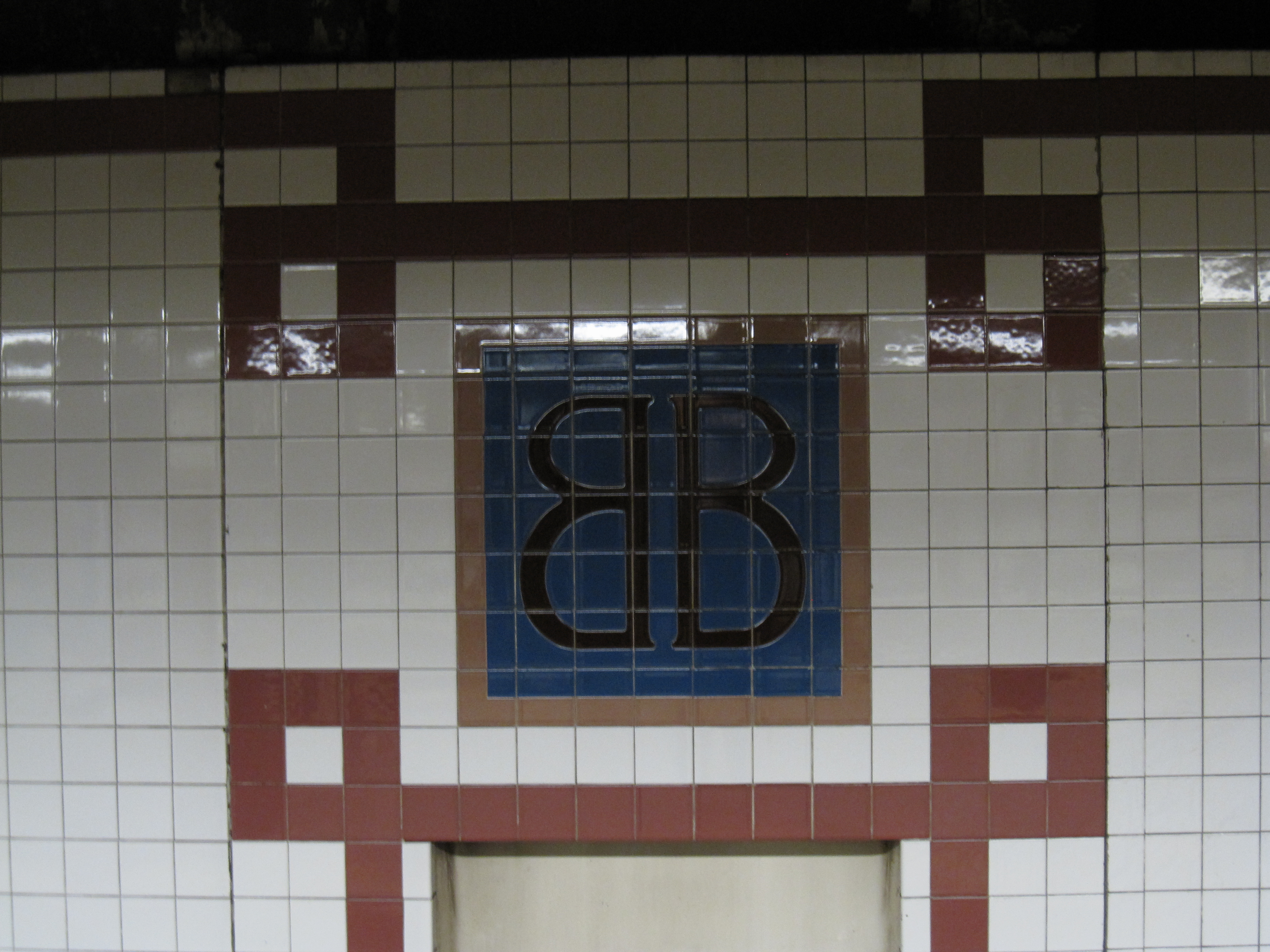
タイルモザイク
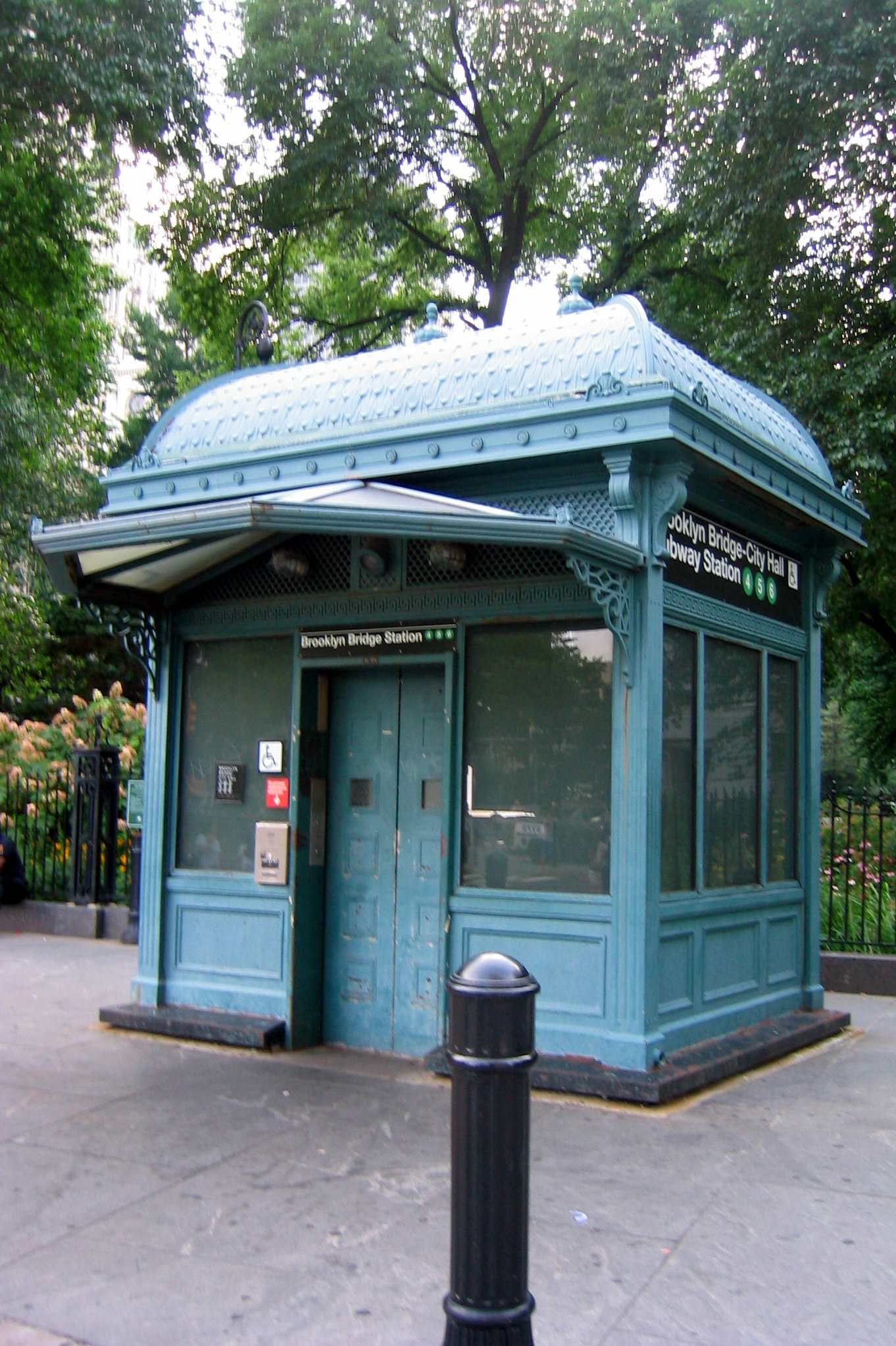
開業当時の入口建屋のレプリカ
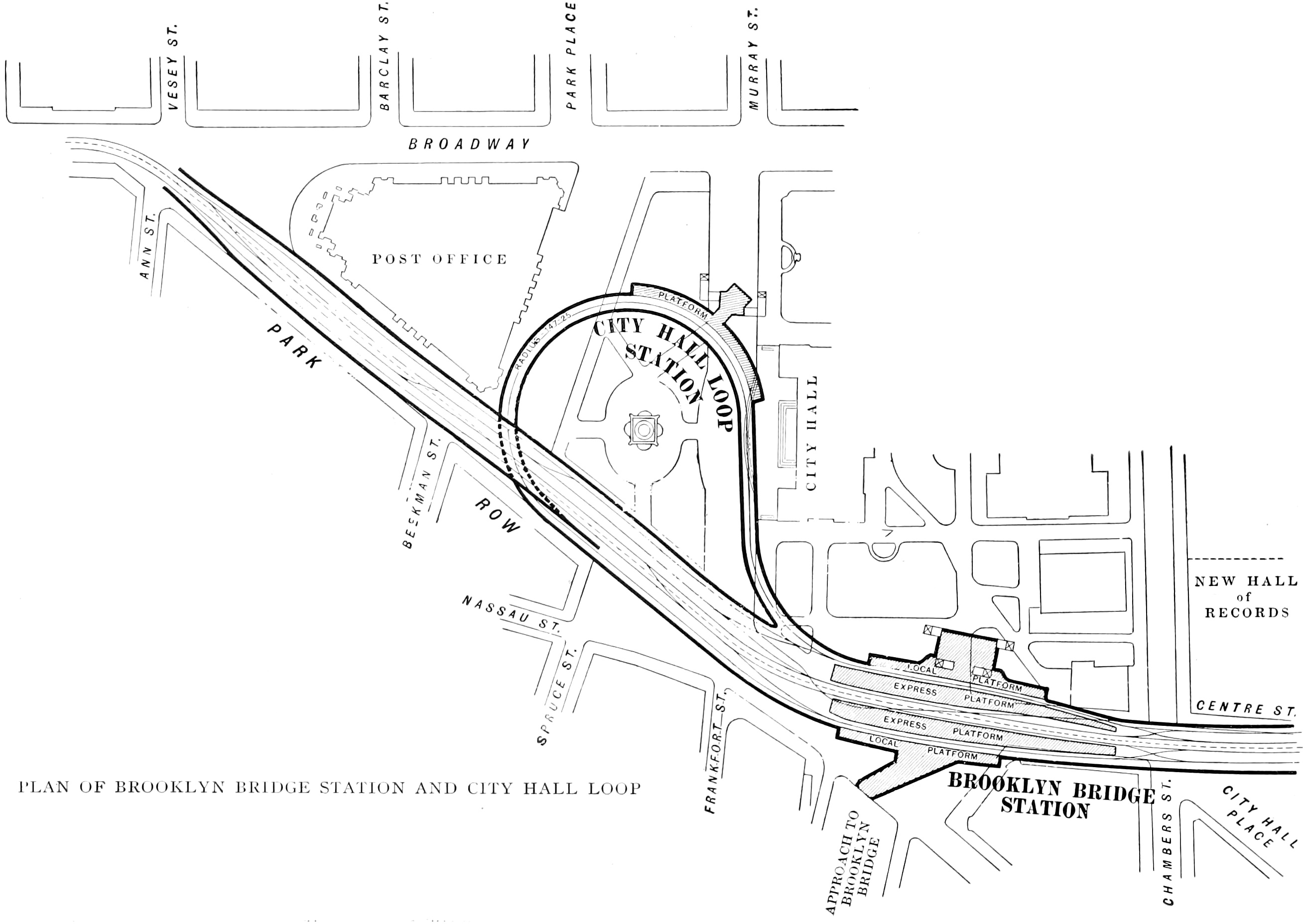
駅の計画図（右下部分）